# 肉达摩
《猟奇エロチカ 肉だるま》是一部1998年日本色情血腥虐殺電影，由穴留玉狂編劇和導演。這部電影以其非常極端的內容而著稱，被廣泛認為是有史以來最具攻擊性和最令人作嘔的電影之一。

## 剧情
這部電影幾乎完全通過一部固定相機和一部手持相機呈现，有一個名叫Kana的女人和一個名叫Kiku的男人被雇來主演一部由兩個男人製作的業餘色情片。隨著色情拍攝的進行，开始融入BDSM的元素，例如：乳房绑缚、多个假陽具插入、滴蜡、鞭打和灌腸。Kana對影片的粗暴程度感到不安，她想要離開，迫使導演、攝影師和Kiku將她打昏，綁在床上，剝光衣服。
當Kiku強姦半昏迷的Kana時，導演用切肉刀切下她的左腿，並用刀、削皮器和剪子割斷她的舌頭以阻止她尖叫。Kana因疼痛而昏倒后，被注射藥物以保持清醒。Kana的右臂和剩下的腿被切斷，她的腹部被切開，以便Kiku與她的內臟性交。Kiku將帶血的精液射到Kana的乳房上，導演用切肉刀敲打他的頭部，又用刀刺向Kana的臉。Kiku随后被導演閹割，導演打了個電話，攝影師繼續拍攝他們兩個死去的残尸。

## 演员
- 大場香菜子 饰 Kana
- 菊淋（日语：菊淋） 饰 Kiku
- 穴留玉狂 饰 导演
- 北野雄二 饰 摄影师

## 反响
《国际财经时报》的Prarthito Maity認為這部電影“一如既往的野蠻和殘忍”，並進一步認為“足以讓最頑固的恐怖/砍杀电影狂熱者感到噁心”。